# Deleni, Cluj
Deleni (mai demult Indol; în maghiară Indal), este un sat în comuna Petreștii de Jos din județul Cluj, Transilvania, România.

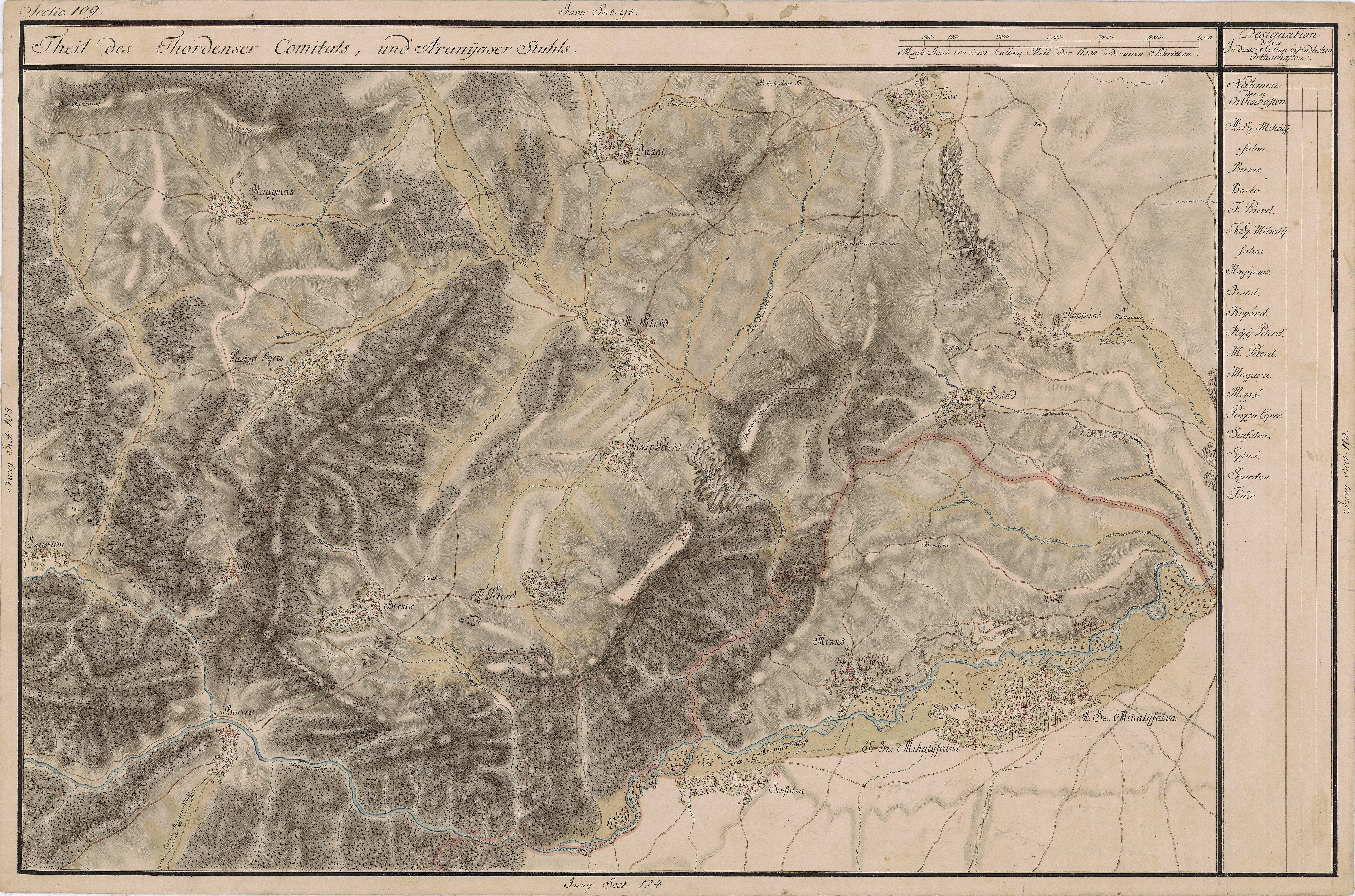
Deleni pe Harta Iosefină a Transilvaniei, 1769-1773

Pe Harta Iosefină a Transilvaniei din 1769-1773 (Sectio 109) satul Deleni apare sub numele de Indal.

## Date geografice
Altitudinea medie: 501 m.
Pe teritoriul acestei localități se găsesc izvoare sărate.

## Istoric
Este menționat din 1310 ca Indol, iar apoi în 1311 Indola, 1364 poss. Hindol, 1408 Indaal. Conform lingvistului Emil Petrovici, denumirea slavo-română Indol indică o vechime a satului de cel puțin sec. VI-VIII.

## Demografie
De-a lungul timpului populația localității a evoluat astfel:

## Personalități
- Petre Bucșa (cunoscut sub pseudonimul Barbu Petreanu) - poet, prozator, profesor (11 martie 1919, Deleni)
- Petre Al Vlassa - protopop greco-catolic, fondator al unei biblioteci pentru preoți și învățători la Deleni